# Kleingebäck

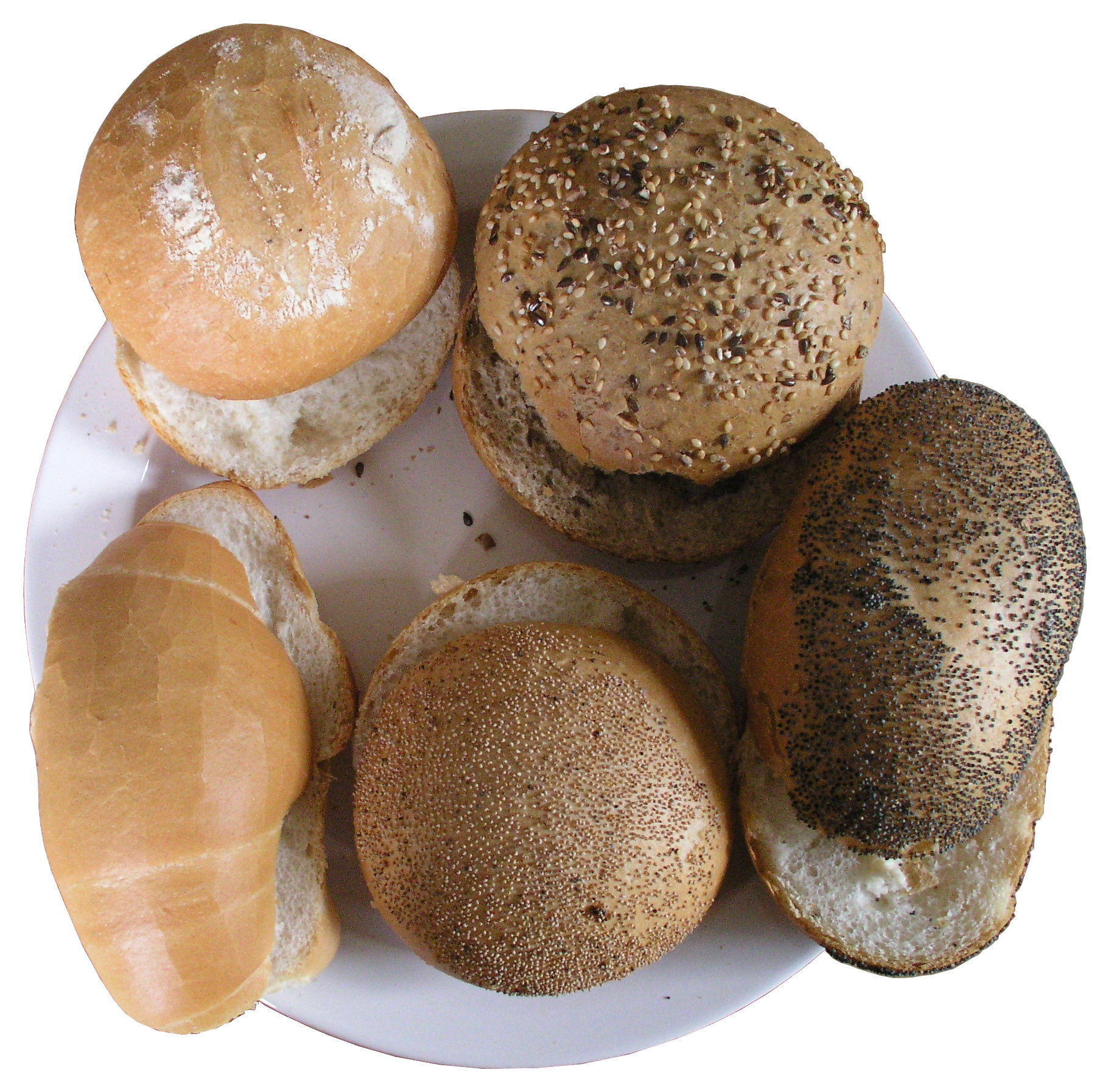
Brötchen

Kleingebäcke sind alle Backwaren, die die Anforderungen an Brot erfüllen und weniger als 250 Gramm wiegen. Dazu gehören Brötchen und Brezeln. Die Begriffsdefinitionen finden sich in den Leitsätzen für Brot und Kleingebäck.

## Varianten

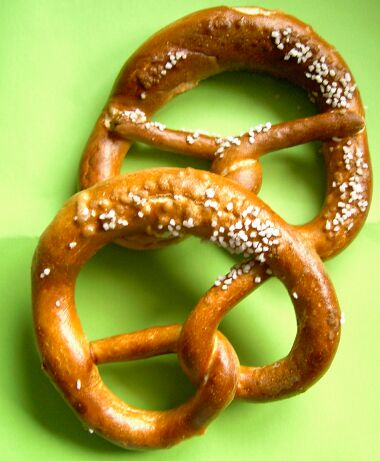
Brezeln

Jede Region Deutschlands hat ihr eigenes typisches Kleingebäck. Typisch sind unter anderem die Hamburger Rundstücke, die Kölner Röggelchen, die Berliner Schrippen, die vor allem in Süddeutschland beliebte Laugen-Brezel oder die Kaisersemmel, die in Bayern sehr verbreitet ist. Spezialgebäcke, wie Kümmelstangen, Mohn-, Sesam- oder Zwiebelbrötchen, sowie süße Brötchen und Croissants werden zunehmend mehr gegessen.
Kleingebäck wird nach Herstellungsart, Aussehen und Zusammensetzung unterschieden in:
- glattes Kleingebäck mit glatter Oberfläche wie Röggelchen, Wasserweck, Hamburger Rundstück
- Ausbundgebäck mit Kerben oder Einschnitten und einem höheren Krustenanteil, zum Beispiel Berliner Schrippen, Schnittbrötchen, Baguettebrötchen
- Laugengebäcke
- ausgeformtes Kleingebäck wie Flechtsemmeln, Brezeln oder Hörnchen
- Aufstreubrötchen zum Beispiel mit aufgestreuten Ölsamen, Gewürzen
- Kleingebäck mit besonderen Zutaten und Eigenschaften wie
  - Rosinenbrötchen mit mindestens 15 Prozent Rosinen
  - Brötchen mit mindestens acht Prozent Ölsamen
  - Vollkornbrötchen aus mindestens 90 Prozent Vollkornmahlerzeugnissen
  - Kleiebrötchen mit mindestens zehn Prozent Speisekleie[2]

In der DDR wurde Kleingebäck durch die TGL 23 305 definiert. Danach hatte Kleingebäck einen Fett- und/oder Zuckergehalt von weniger als 10 % und wog maximal 180 g.
Von Kleingebäck zu unterscheiden ist das Feingebäck, das unabhängig von Größe und Gewicht in Deutschland lebensmittelrechtlich nicht dazu gezählt wird. „Feine Backwaren unterscheiden sich von Brot und Kleingebäck dadurch, dass ihr Gehalt an Fett und/oder Zuckerarten mehr als 10 Teile auf 90 Teile Getreide und/oder Getreideerzeugnisse und/oder Stärken beträgt.“
Kleingebäck wird in Österreich nach Stück verkauft, im Gegensatz etwa zu Italien, wo Kleingebäck nach Gewicht verkauft wird, das Gebäck also gewogen wird.
Teiglinge ermöglichen es Verkaufsständen in Supermärkten, an Bahnhöfen oder in Tankstellen, ein in Backstationen frisch gebackenes Gebäck und Brot anzubieten, ohne dass eine Backstube vorhanden ist. Das Ausbacken von Teiglingen kann auch von ungelernten Hilfskräften oder von jedermann zuhause erledigt werden und führte zu einer deutlichen Umsatzverlagerung von den Bäckern zu den neuen Anbietern von Kleingebäck. Derart Gebackenes ist jederzeit frisch und „rösch“ knusprig erhältlich, wird aber bei Lagerung (etwa von Samstag bis Sonntag) schneller hart und ungenießbar als Gebäckstücke mit anderer Teigführung, die ohne Zwischenlagerung als Teigling nur direkt von Bäckern angeboten werden können.